# 내연기관

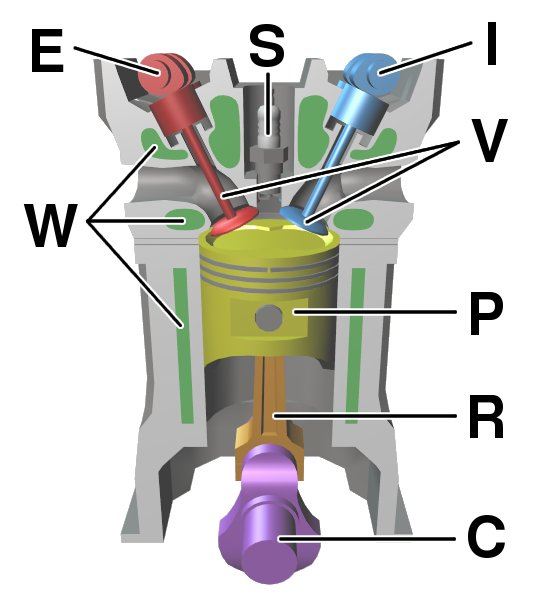
내연 기관의 하나인 4행정 가솔린 기관의 구조:
C – 크랭크축.
E – 배기 캠샤프트.
I – 흡기 캠샤프트.
P – 피스톤.
R – 커넥팅 로드.
S – 점화 플러그.
V – 밸브. 빨강: 배기, 파랑: 흡기.
W – 액체 냉각 통로.
회색 몸체 – 엔진 블록.

내연 기관(內燃機關, 영어: internal combustion engine, ICE, IC engine)은 연료와 공기 따위의 산화제를 연소실에서 연소시켜 에너지를 얻는 기관이다. 연소실에서 연소되는 연료와 산화제의 발열반응으로 인해 높은 온도와 압력의 기체가 생성되어 엔진의 피스톤 및 축차가 움직이게 하여 엔진을 가동시킨다. 내연기관의 이러한 작동 방식은 기관 외부의 열을 이용하는 증기기관이나 스털링 기관과 같은 외연기관과 대조적이다.
대부분의 내연기관은 피스톤 운동을 통해 구동력을 얻는다. 그러나, 반켈 엔진과 같이 회전 운동을 통해 구동력을 얻는 경우도 있다.
상업적으로 성공한 최초의 내연 기관은 1859년경 에티엔 르누아르가 만들었으며 최초의 현대적인 내연 기관은 니콜라우스 오토가 1876년에 만들었다.
내연 기관이라는 용어는 일반적으로 6행정 피스톤 기관 및 반켈 회전형 기관 같은 변종과 함께 친숙한 4행정과 2행정 피스톤 기관처럼 연소가 간헐적인 엔진을 의미한다. 화기는 내연 기관의 일종이다.

## 역사

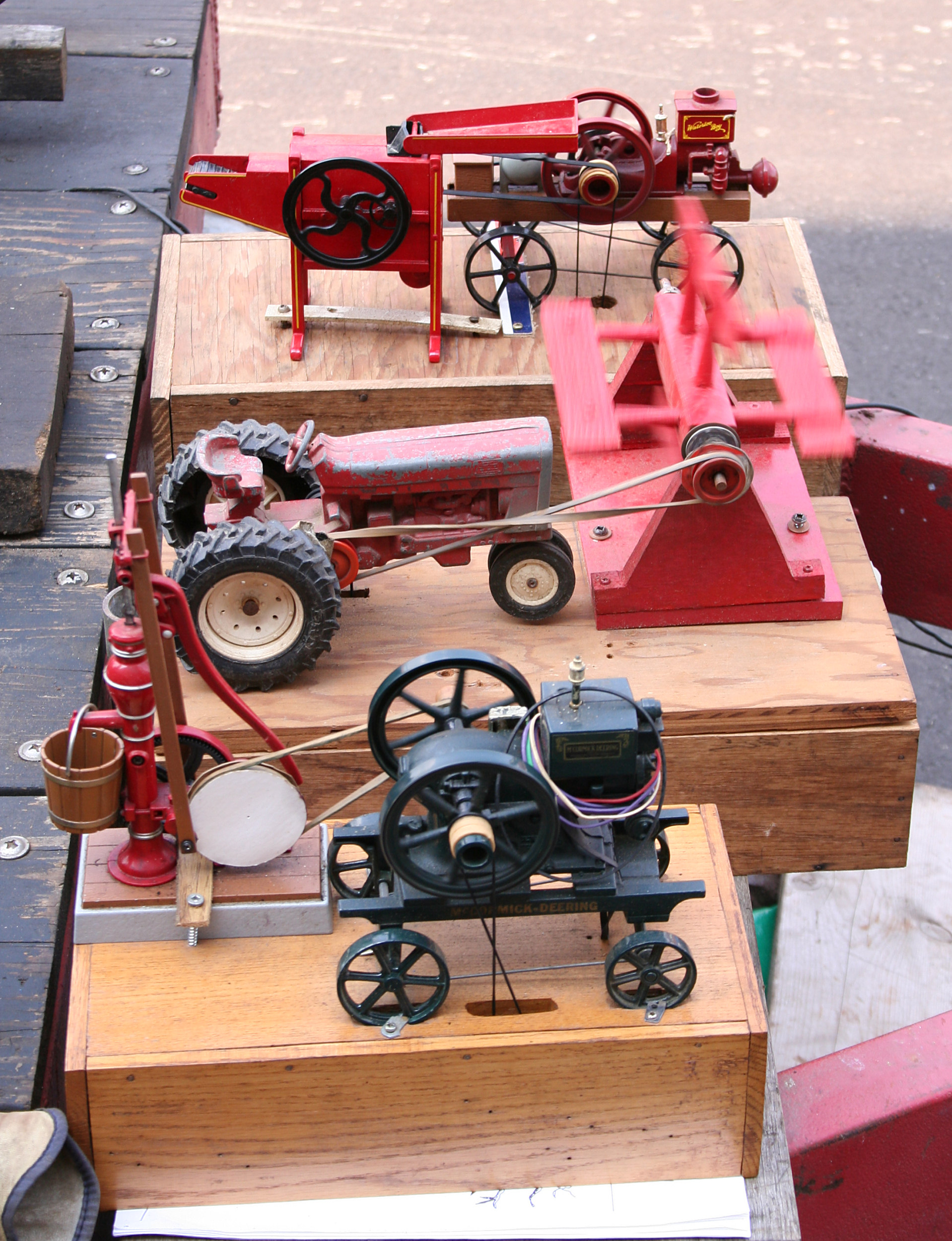
초기 가솔린 엔진

연료와 공기를 혼합하여 구동력을 얻는 기관의 사용은 꽤 오래된 역사를 지니고 있다. 근대 초기에 이르기까지 내연기관은 주로 압축 공정을 이용한 피스톤 운동을 구동력으로 하였다.
- 1206년: 알 자자리가 피스톤과 크랭크 축으로 이루어진 2행정 내연기관을 고안하다.
- 1509년: 레오나르도 다 빈치가 압축행정이 없는 내연기관을 고안하다.
- 1673년: 크리스티안 하위헌스가 압축행정이 없는 내연기관을 고안하다.
- 17세기: 영국의 발명가 사무엘 모랜드가 화약을 이용한 양수기를 발명하다. 이는 최초의 실질적인 내연기관이었다.
- 1780년대: 알레산드로 볼타가 전기 방전에 의해 수소를 연소하여 움직이는 장난감을 만들다.
- 1806년: 스위스의 기술자 프랑수아 이삭 리바츠가 수소와 산소를 이용한 내연기관을 만들다.
- 1823년: 사무엘 브라운이 "레오나르도 행정"이라 부르는 압축행정이 없는 방식의 내연기관을 산업용도의 특허로 등록하였다. 그러나 이름에서 알 수 있듯이 이 방식은 이미 낡은 기술이었다.
- 1824년: 프랑스의 물리학자 니콜라 레오나르 사디 카르노가 이상적인 열기관의 열역학을 입증하다. 이 입증으로 인해 열기관의 일에는 온도 차를 가져오는 압축행정이 필요함이 알려지다.
- 1826년 4월 1일: 사무엘 모레이가 압축 공정이 없는 "기체 및 증기 기관"의 특허를 획득하다.
- 1838년: 영국의 윌리엄 바르넷이 최초의 실린더 방식 내연기관의 특허를 획득하다.
- 1854년: 이탈리아의 에우게니오 바르상티와 펠리스 마테우치가 런던에서 최초의 실용적인 내연기관 특허를 획득하다. 그러나 이 특허는 실제 산업에 쓰이지는 않았다.
- 1856년: 피렌체의 회사 "폰드리아 데 피그노네"가 바르상티-마테우치의 엔진을 개량하여 5마력의 엔진을 제작하다. 이는 후에 더욱 개량되어 두개의 실린더를 이용하는 엔진으로 발전하였다.
- 1860년: 벨기에의 에티엔 르누아르가 휘발유를 연료로하는 내연기관을 발명하다. 이 내연기관은 실린더, 피스톤, 주연봉으로 이루어진 기관이었으며, 최초로 대량 생산된 내연기관이었다.
- 1862년: 독일의 발명가 니콜라우스 오토가 등유를 이용한 내연기관을 발명하다. 이 내연기관은 라겐의 도움을 받아 제작되었다.
- 1870년: 오스트리아 빈의 발명가 지크프리트 마르쿠스가 손수레에 가솔린엔진을 달아 움직이다. 이는 내연기관을 이용한 최초의 운송도구였다.
- 1876년: 니콜라우스 오토가 고틀리프 다임러, 빌헬름 마이바흐와 함께 4행정 기관(오토 행정)을 발명하다. 그러나, 독일의 법원은 이들의 이 발명을 기초로 제출한 일반적인 실린더 방식 내연기관에 대한 특허뿐만 아니라 4행정 방식에 대해서까지 특허를 인정하지 않았다. 이 때문에 4행정 실린더 방식의 내연기관은 전 세계에서 보편적으로 사용되었다.
- 1879년: 카를 벤츠가 오토와 다임러, 마이바흐의 엔진을 참조하여 독자적인 2행정 기관을 발명하여 특허를 획득하다. 벤츠는 후일 자신의 기술을 보완하여 독자적인 4행정 기관을 발명하였고 이를 적용한 자동차를 생산하였다. 이것이 최초의 자동차이다.
- 1891년: 허버트 아크로이드 스튜어트가 최초의 저온 시동 엔진을 발명하다. 이 엔진의 특허권은 영국의 "리처드 헌스비 앤 선스"에 임대되어 자가 시동이 가능한 양수기의 생산에 쓰였다.
- 1892년: 루돌프 디젤이 석탄 가루를 연료로 하는 카르노 기관 형태의 독자적인 내연기관을 발명하다.
- 1893년 2월 23일: 루돌프 디젤이 디젤 엔진의 특허를 획득하다.
- 1896년: 카를 벤츠가 수평대향 엔진인 박서 엔진을 발명하다.
- 1900년: 루돌프 디젤이 땅콩 기름을 사용한 디젤 엔진을 세계박람회에서 전시하다.
- 1900년: 다임러 자동차 회사의 빌헬름 마이바흐가 에밀 옐리넥의 요청에 따라 "다임러-메르세데스" 엔진을 개발하다. 이 엔진은 1902년 출시된 다임러사의 자동차에 장착되었다.
- 1908년: 뉴질랜드의 발명가 어니스트 갓워드가 인버카길에서 모터사이클 사업을 시작하다. 그는 자동차보다 저렴한 탈것을 위해 자전거에 엔진을 장착하여 팔았다.

## 응용

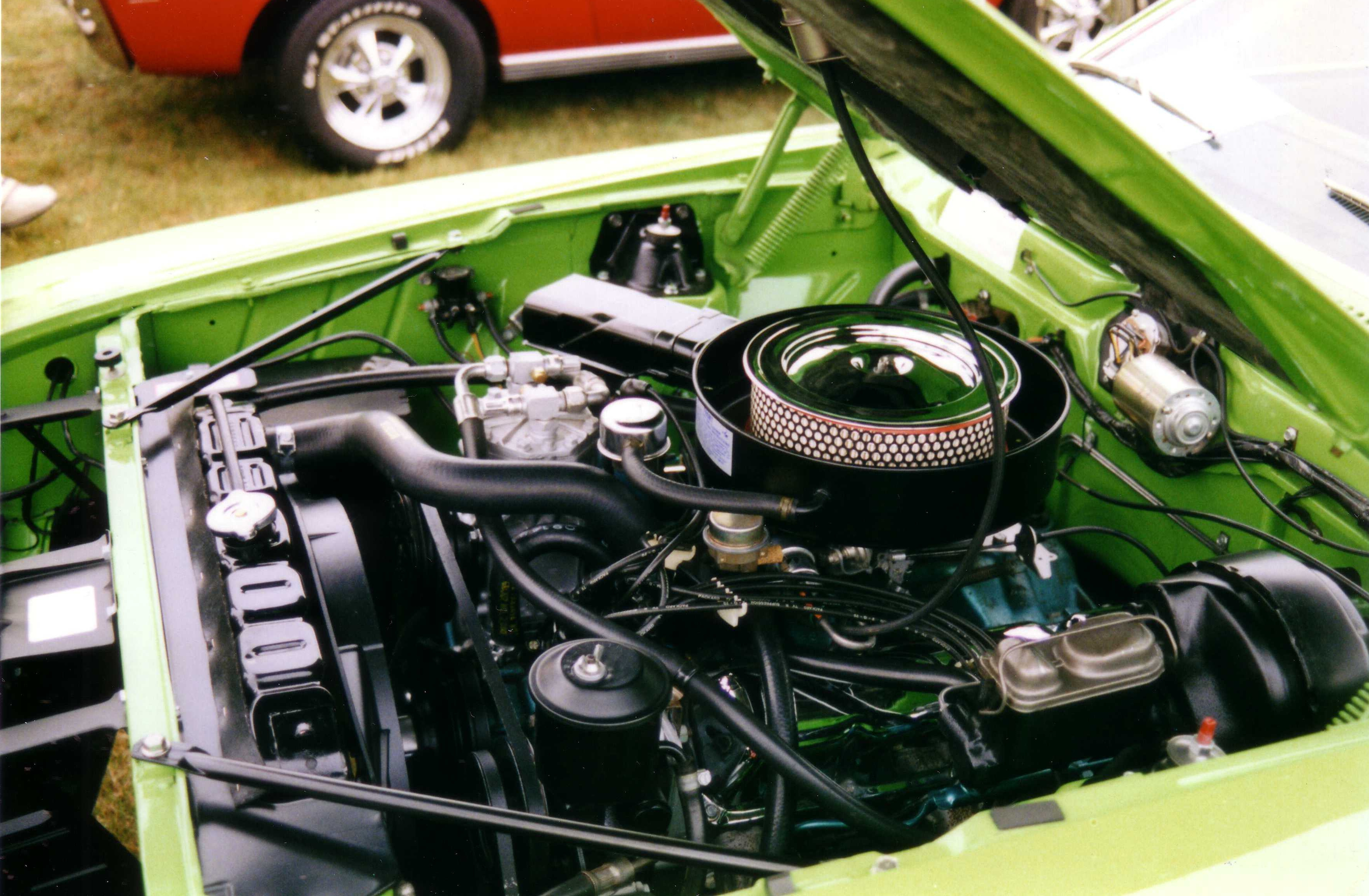

내연기관은 자동차, 트럭, 모터사이클, 보트와 같은 탈것이나 손에 들고 다닐수 있는 비교적 작은 기계의 작동을 위해 주로 쓰인다. 내연기관은 오늘날 이동수단의 구동력을 얻는 기관으로서 증기기관과 같은 외연기관을 대체하게 되었으나, 제트기, 대형 선박과 같이 강력한 힘이 필요한 이동수단에서는 제트엔진과 같은 터빈을 이용한 엔진이 쓰이고 있다.

## 작동

4행정 기관의 작동
1.흡입 2.압축 3.폭발 4.배기

대표적인 내연기관이라 할 수 있는 휘발유를 연료로 하는 4행정 기관의 작동은 그림과 같이 흡입-압축-폭발-배기의 순으로 이루어진다.
1. 흡입: 연료와 산화제(대개는 공기)를 실린더 안으로 받아들인다.
2. 압축: 실린더안의 연료와 산화제의 혼합물은 피스톤에 의해 압축된다.
3. 폭발: 연료와 산화제의 혼합물은 전기방전에 의해 점화되어 급격한 발열반응을 일으킨다. 이때 발생하는 기체의 팽창으로 기관을 움직이는 힘을 얻는다.
4. 배기: 반응이 완료된 기체를 기관 밖으로 내보낸다. 이 때 대기오염의 주범인 배기가스가 생성된다.

## 석유 내연기관
석유를 연료로 하는 내연기관에는 다음과 같은 것들이 있다.
- 가솔린 기관
- 디젤 엔

## 회전형 기관
회전형 기관은 유동형 기관이라고 한다. 연료의 폭발압력에 의해 모터를 직접 회전하여 동력을 얻는 방식이다. 방켈 엔진이 대표적이며 가스 터빈 중 터보샤프트와 터보프롭도 여기에 해당된다.

## 분사형 기관
연료의 폭발압력을 일정 방향으로 분출시키고 그 반작용을 통하여 동력을 얻는 방식이다. 제트엔진이 대표적인 분사형 기관이며, 로켓의 구동도 분사형으로 사용된다.

## 왕복 기관

### 구조

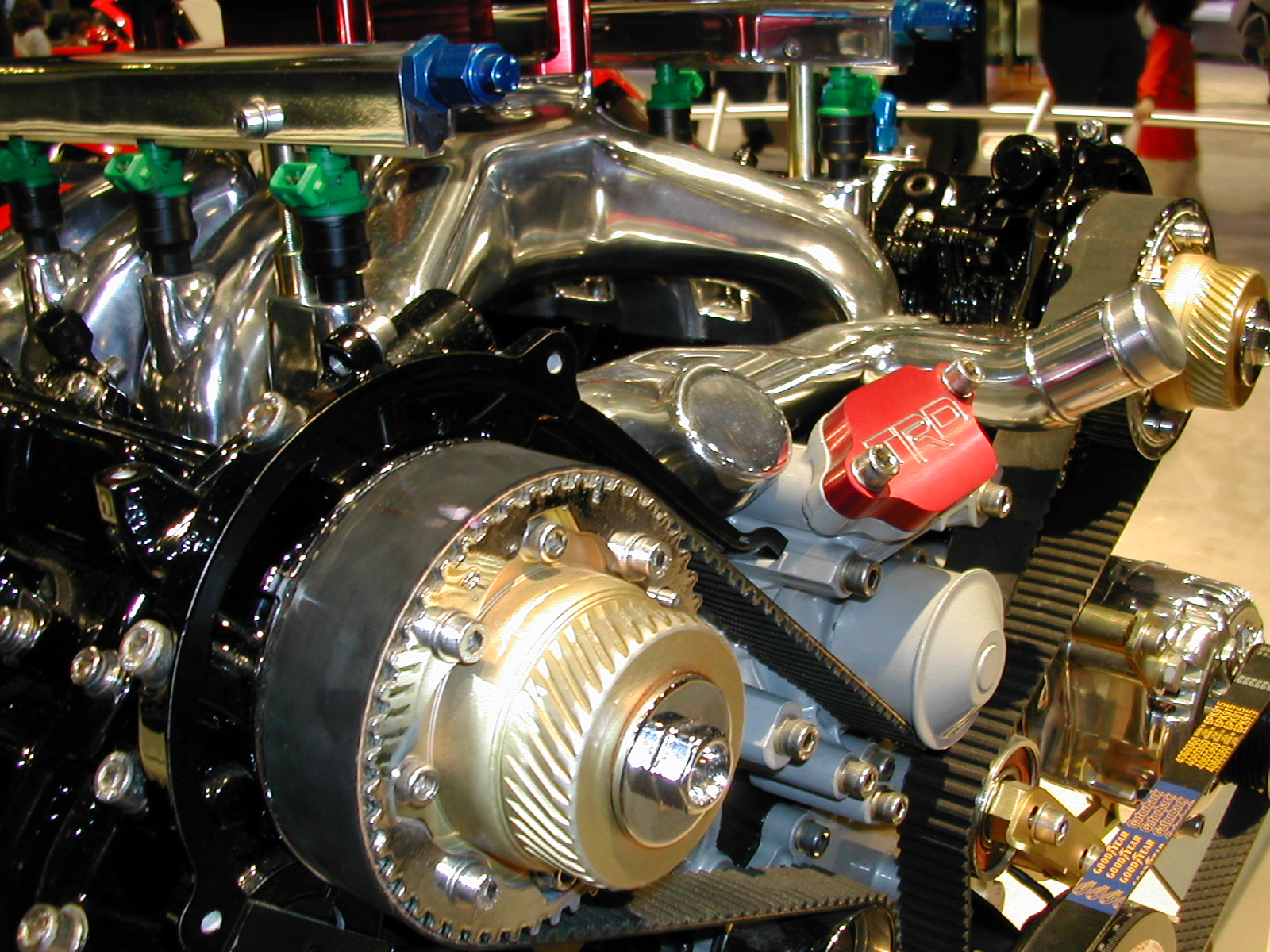
내연기관의 일종인 자동차 엔진

왕복 내연 기관의 기본은 일반적으로 무쇠 또는 알루미늄으로 만들어지는 엔진 블록이다. 엔진 블록은 실린더를 포함한다. 1개 이상의 실린더 엔진에서 그들은 일반적으로 1행 (직선 기관)과 2행 (복서 기관 또는 V 기관)으로 배열되어 있다. 3행에서 때때로 현대 엔진 (W 기관)을 사용하고, 다른 엔진의 구성이 가능하며 사용되어 왔다.
- 엔진 블록 : 실린더를 고정하여 보호하는 몸체이다. 수랭식 냉각기관이 있는 엔진에서는 엔진 블록과 실린더 사이에 냉각을 위한 액체가 흐르는 통로가 있다. 공랭식의 경우 엔진 블록이 밖에 노출되어 있는 형태를 가지고 있다.
- 실린더 : 피스톤을 감싸는 원통으로 이 안에서 피스톤이 수평 운동을 하게 한다. 실린더는 가스가 새지 않도록 피스톤과 맞물려있다.
- 실린더 헤드 : 엔진 블록 위에 있는 실린더의 덮개에 해당되는 부분이다.
- 크랭크실 : 크랭크축을 지지하거나 보호하는 틀로, 소형 자동차용 엔진의 경우 크랭크실이 엔진 블록과 하나로 이루어져 있기도 한다.
- 피스톤 : 피스톤은 가스의 연소에 따라 왕복으로 움직이는 장치이다. 피스톤에는 가스가 새지 않도록 실린더에 맞물려 있으나 피스톤에 링을 달아놓아 2차적으로 가스가 새는 것을 막아준다.
- 연결봉(커넥팅 로드) : 피스톤이 움직이면서 연결되어 있는 커넥팅 로드를 통하여 반대편에 연결된 크랭크축에 전달되어 크랭크축이 회전된다.
- 크랭크축 : 피스톤의 왕복 운동을 회전 운동으로 변환시켜주는 장치이다. 4행정 기관의 경우 보통 한 사이클 동안 두 바퀴를 회전한다.
- 플라이휠 : 폭발행정에서 생긴 에너지를 저장하고 다른 행정에서 에너지를 내보내는 부품으로, 크랭크축을 일정 속도로 회전하는 역할을 한다.
- 밸브 : 4행정 기관에서는 각 실린더마다 밸브가 최소 한 쌍 이상이 있다. 하나는 흡입밸브로 혼합기를 실린더에 들여보내고, 하나는 배기밸브로 연소된 가스를 밖으로 보낸다. 밸브는 다양한 방식의 배열이 있으며 주로 실린더 블록에 밸브가 배열된 L헤드와 실린더 블록 위의 실린더 헤드에 밸브가 배열된 I 헤드의 배열 방식이 쓰인다. 2행정 기관의 경우 가솔린 엔진에는 없으나, 디젤 엔진에서는 배기밸브 한정으로 있기도 한다.
- 캠샤프트(캠축) : 각 행정에 맞게 밸브를 여닫게 해주는 부품이다. 캠축은 크랭크축과 기어로 연결되어 있어 크랭크축의 절반 속도로 회전한다.
- 연료 장치 : 연료장치는 연료 저장탱크와 연료를 나르는 연료파이프, 연료를 분사하는 연료 분사 장치, 연료의 이물질을 제거하는 여과기, 흡입하는 공기의 이물질을 제거하는 공기청정기가 있다. 초기 가솔린 엔진의 경우 기화기를 이용하여 연료와 공기를 미리 혼합시키고 흡입다기관을 통해 실린더로 보낸다.
- 배기 장치 : 배기장치에는 실린더에서 연소한 가스를 모으는 배기다기관, 연소한 가스를 나르는 배기관, 배기가스의 소음을 줄이는 소음기로 나뉜다. 2행정 기관에서는 여기에 커다란 챔버가 있어 연소되지 않는 혼합기가 나가는 것을 막고 다시 실린더로 집어놓도록 되어있다.
- 점화 장치 : 가솔린 기관에만 있는 장치로 점화 플러그에 스파크를 일으켜서 혼합기를 연소시키는 장치이다.
- 윤활 장치 : 기관의 운동 과정에서 생기는 마찰을 막기 위한 윤활유를 공급하는 장치이다. 윤활장치에서 기관의 회전부품 사이에 윤활유를 보내어 부품에 윤활유를 입힘으로서 마찰로 생기는 엔진 마모를 막아준다.

## 작동 방식에 따른 분류
내연기관은 행정의 수에 따라 다음과 같은 방식이 있다.

### 2행정 기관
2행정 기관은 피스톤의 2행정, 즉 한 번 왕복에 한 사이클을 끝내는 기관으로 피스톤의 매 두 번의 행정마다 폭발 혹은 강한 왕복운동이 일어난다. 주로 소형 모터사이클, 모터보트 등의 소형 기관에 이용된다.
1. 전원: 피스톤이 내려가는 동안 연소 가스가 작동한다. 팽창에 대한 동일한 열역학적인 고려 사항이 적용된다.
2. 소기:  크랭크 축이 75°주위를 회전하여 배기 밸브 또는 포트가 열리고 불로우 다운이 발생한다. 잠시후 흡기 밸브 또는 이송 포트가 열린다. 유입되는 충전물은 남은 연소 가스를 배기 시스템으로 옮기고 충전물의 일부는 배기 시스템으로 유입될 수 있다. 피스톤이 하사점에 도달하고 방향을 바꾼다. 피스톤이 짧은 거리 위쪽에서 실린더 안으로 이동한 후 배기 밸브 또는 포트가 닫힌다. 곧 흡기 밸브 또는 이송 포트도 닫힌다.
3. 압축: 흡기와 배기가 모두 닫히면 피스톤은 계속 위로 움직여서 충전물을 압축하고 작업을 수행한다. 4행정 기관의 경우와 마찬가지로, 피스톤이 상사점에 도달하기 직전에 점화가 시작되고 충전시 압축의 열역학에 대해 동일한 고려 사항이 적용된다.

### 4행정 기관

4행정 기관은 피스톤의 두 왕복, 곧 사행정으로 흡입·압축·폭발·배기(排氣)의는 SI 기관의 경우에 공기가 유입되도록 한다. 어떤 경우에도 공기 또는 공기-연료 혼합물을 충전이라고 한다.
2. 압축: 이러한 행정에서는 2개의 밸브가 닫히고 피스톤이 위로 이동하여 피스톤이 상사점에 있을 때 최소값에 도달하는 연소실 용적 부피가 줄어든다. 피스톤은 압축될 때 충전물에 대한 작업을 수행한다. 그 결과 온도는 올라가고 압력과 밀도는 증가한다. 이 문제에 대한 근사치는 이상기체 법칙이 제공한다. 피스톤이 상사점에 도달하기 직전에 점화가 시작된다. SI 기관의 경우, 스파크 플러그는 고압 충격파를 수신하여 스파크를 생성한다. 스파크는 그 이름을 부여하고 충전을 시작한다. CI 기관의 경우, 연료 분사 장치는 스프레이로 연료를 연소실에 신속하게 분사한다. 고온으로 인해 연료가 점화된다.
3. 전원 또는 작동 스트로크: 연소 가스의 압력은 피스톤을 아래로 밀어내면서 충전물을 압축하는데 필요한 것보다 많은 작업을 발생시킨다. 압축 행정을 보충하면 연소 가스가 팽창한다. 그 결과 온도는 내려가고 압력과 밀도는 감소한다. 피스톤이 하사점 근처에 있을 때 배기 밸브가 열린다. 연소 가스는 남은 압력으로 인해 비가역적으로 팽창한다. 이것은 블로우 다운이라고 한다.
4. 배기: 피스톤이 연소 가스를 배출하도록 위로 움직이는 동안 배기 밸브는 열린 상태로 유지된다. 자연 흡입 기관의 경우 피스톤이 연소실을 거의 닫지 않기 때문에 정상 작동 도중에 연소 가스의 일부가 실린더에 남아있을 수 있다. 이러한 가스는 다음 충전시에 용해된다. 이 행정이 끝나면 배기 밸브가 닫히고 흡기 밸브가 열린다. 다음 사이클에서 그 순서가 반복된다. 배기 밸브가 닫히기 전에 흡기 밸브가 열리면서 더 나은 배기가 가능하다.

## 크랭크실 소기

작동중인 크랭크실 소기 2행정 기관의 다이어그램

일부 SI 엔진은 크랭크실이 청소되고 포펫 밸브를 사용하지 않는다. 대신 크랭크실과 피스톤 아래의 실린더 부분이 펌프로 사용된다. 흡기 포트는 리드 밸브 또는 엔진이 구동하는 회전 디스크 밸브를 통해 크랭크실에 연결된다. 각 실린더에 대해, 전송 포트는 일단에서 크랭크실에 연결되고 타단에서는 실린더 벽에 연결된다. 배기 포트는 실린더 벽에 직접 연결된다. 전송 및 배기 포트는 피스톤으로 열고 닫는다. 리드 밸브는 크랭크실 압력이 또다른 압력으로 채워지도록 흡입 압력보다 약간 아래에 있을 때 열린다. 이것은 피스톤이 위로 움직일 때 발생한다. 피스톤이 아래로 움직이면 크랭크실의 압력이 증가하고 리드 밸브가 즉시 닫힌다. 이 때, 크랭크실의 충전물이 압축된다. 피스톤이 위로 움직이면 배기 포트와 전송 포트가 가려지게 되고 크랭크실의 충전물 압력이 높아지면 전송 포트를 통해 실린더로 들어가 배기가스를 불어 넣는다. 윤활은 연료에 2행정 오일을 작은 비율로 첨가하여 이루어진다. 2행정 오일은 가솔린과 앞서 언급한 오일의 혼합물을 말한다. 이러한 종류의 2행정 기관은 4행정 기관에 비해 효율이 낮으며 다음과 같은 조건에서 보다 오염된 배기가스를 더 많이 배출한다.
- 그것은 총 손실 윤활 시스템을 사용한다. 모든 윤활유는 결국 연료와 함께 연소된다.

- 소기에는 다음과 같은 요구 사항이 있다. 한 쪽에서는 거의 모든 연소 가스를 대체하기 위해 각 사이클마다 새 충전물을 도입해야 하지만 너무 많이 도입하면 일부가 배기가스에 들어간다는 것을 의미한다.

- 이것은 가스 전류 방식으로 만들어지도록 신중하게 설계되고 배치된 노즐로 전송 포트를 사용해야 한다. 그것은 연소 가스를 배출하기 위해 배기 포트에 도달하기 전에 실린더를 쓸어 버리지만 배출되는 충전물의 양을 최소화한다. 4행정 기관은 배기 중에 연소실이 최소한의 체적으로 감소하기 때문에 거의 모든 연소 가스를 강제적으로 배출할 수 있는 이점이 있다. 크랭크실 소기 2행정 기관에서 배기 및 흡기는 대부분 동시에 이루어지고 연소실은 최대 체적으로 이루어진다.

## 송풍기 소기

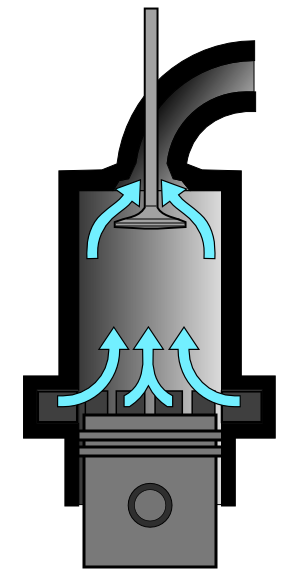

이 유형의 엔진은 배기 포트를 사용할수도 있는 대향 피스톤 기관을 제외하고는 흡입 또는 배기 용도로 밸브를 사용한다. 송풍기는 일반적으로 루츠형이지만 다른 유형도 사용되었다. 이 설계는 CI 엔진에서 일반적으로 사용되며 때때로 SI 엔진에서 사용되었다.
송풍기를 사용하는 CI 엔진은 일반적으로 유니플로 소기를 사용한다. 이 설계에서 실린더 벽은 하사점에 있을 때 피스톤 크라운이 도달하는 위치 바로 위의 원주를 따라 균등하게 배치된 여러 흡기 포트를 포함한다. 배기 밸브 또는 4행정 기관과 같은 여러 밸브가 사용된다. 흡기 매니폴드의 마지막 부분은 흡기 포트에 공기를 공급하는 슬리브이다.

## 디젤 사이클

대부분의 트럭 및 자동차 디젤 엔진은 4행정 사이클을 연상시키는 사이클을 사용하지만 별도의 점화 시스템이 필요하지 않고 압축 가열 점화 시스템을 사용한다. 디젤 사이클에서는 디젤 연료가 실린더에 직접 분사되어 피스톤이 움직이면서 일정한 압력에서 연소가 발생한다.

## 오토사이클
오토사이클은 대부분의 자동차 내연 기관용 가솔린을 연료로 사용하는 전형적인 사이클이다. 오토 사이클은 4행정 기관에 대해 설명한 것과 정확히 같다. 그것은 동일한 주요 단계로 구성된다.
1. 흡기
2. 압축
3. 점화
4. 팽창 및 배출

## 연소 터빈

### 제트 엔진

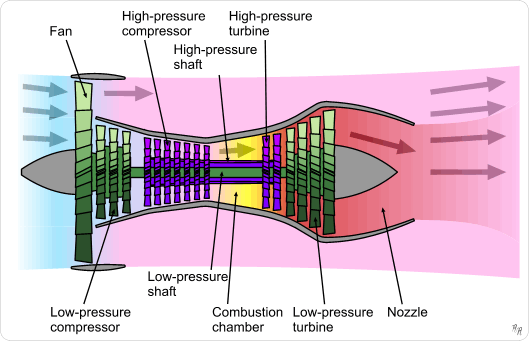

제트 엔진은 다수의 팬 블레이드 열을 사용하여 공기를 압축한 후에 연소기로 들어가서 연료와 혼합 (일반적으로 JP 연료)한 후에 점화한다. 연료를 태우면 공기의 온도가 올라가고 연료가 엔진 밖으로 배출되어 추력이 발생한다. 현대식 터보팬 엔진은 48%의 높은 효율로 작동할 수 있다.
팬 제트 엔진에는 6개의 섹션이 있다.
- 팬
- 압축기
- 연소기
- 터빈
- 믹서
- 노즐

### 가스 터빈

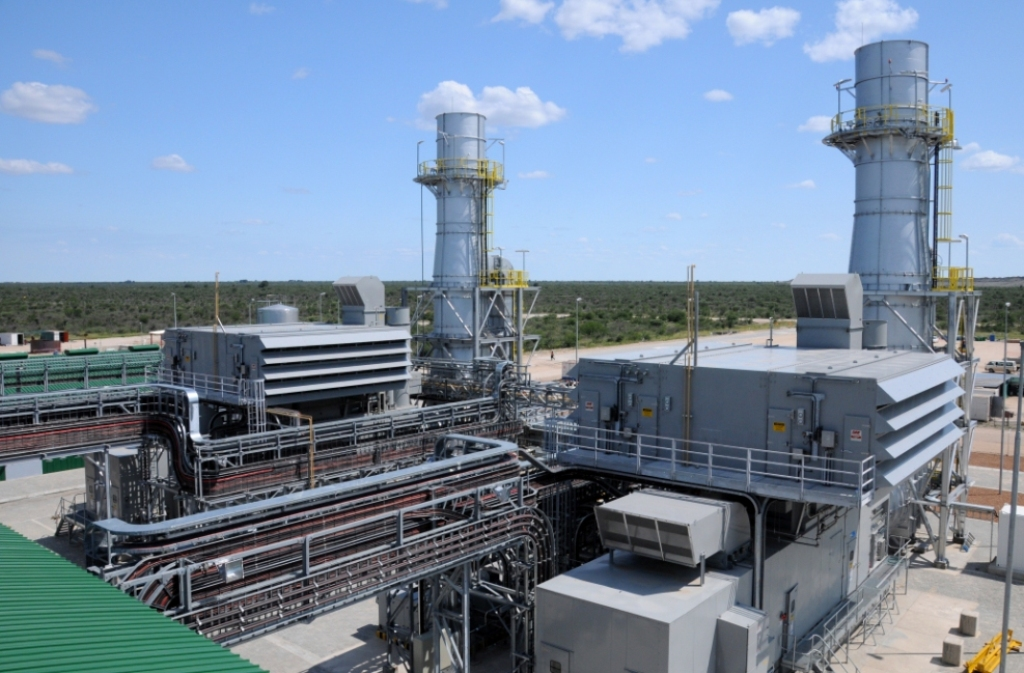
터빈 발전소

가스 터빈은 공기를 압축하여 터빈을 돌리기 위해 사용한다. 그것은 본질적으로 출력을 샤프트로 보내는 제트 엔진이다. 터빈에는 3가지 과정이 있다.
1) 공기는 압축기를 통해 흡입되며, 압축되면서 온도가 올라간다.
2) 연료가 연소기에 첨가된다.
3) 뜨거운 공기는 압축기에 연결된 샤프트를 회전시키는 터빈 블레이드 통해 배출된다.
가스 터빈은 원칙적으로 증기 터빈과 유사한 회전 기계이며 3개의 주요 구성 요소로 이루어져 있다. 이것은 압축기, 연소실 및 터빈을 포함한다. 공기는 압축기에서 압축된후 연료를 태우면서 가열된다. 가열된 공기 및 연소 생성물은 터빈 내부에서 팽창하여 작업 결과물을 생성한다. 작업량의 약 3분의 2가 압축기를 구동한다. 나머지 (약 3분의 1)는 유용한 작업 출력으로서 이용할 수 있다.
가스 터빈은 가장 효율적인 내연 기관이다. 제너럴 일렉트릭 사의 7HA 및 9HA 복합 사이클 발전소의 효율은 61% 이상이다.

### 브레이턴 사이클

브레이턴 사이클

가스 터빈은 원칙적으로 증기 터빈과 유사한 회전 기계이다. 이것은 3가지 주요 구성 요소로 이루어져 있다. 이것은 압축기, 연소기 및 터빈을 포함한다. 공기는 압축기로 압축되며 온도가 올라간다. 압축된 공기는 공기를 팽창시키는 연소실에서 분사된 연료가 연소되면서 추가로 가열된다. 이 에너지는 기계적인 결합을 통해 압축기에 동력을 공급하는 터빈을 회전시킨다. 뜨거운 가스는 추력을 제공하기 위해 배출된다.
가스 터빈 사이클 기관은 압축, 연소 및 팽창이 엔진의 여러 위치에서 동시에 발생하는 연소 시스템을 사용한다. 특히, 연소는 오토 기관, 일정한 부피보다는 일정한 압력에서 일어난다.

## 방켈 엔진

방켈 엔진 (로터리 엔진)에는 피스톤 스크로크가 없다. 그것은 4행정 기관과 동일한 위상의 분리로 작동하며, 위상은 엔진의 개별 위치에서 발생한다. 열역학적인 용어에서 그것은 오토 기관 사이클을 따르므로 "4상" 기관으로 간주될수 있다. 회전자가 편심축에서 3:1로 회전하기 때문에 회전당 3번의 파워 스트로크가 일반적으로 발생하는 것은 사실이지만, 실제로 샤프트는 1회전당 1번의 파워 스크로크만 발생한다. 드라이브 (편심) 축은 오토 사이클과 같이 2번 (크랭크축)이 아닌 매번 파워 스트로크 동안 한번씩 회전하며, 피스톤 기관보다 큰 동력비를 제공한다. 이 엔진의 유형은 마쓰다 RX-8, 이전 마쓰다 RX-7 및 기타 차량 모델에서 가장 많이 사용되었다. 이러한 엔진은 또한 무인 비행체에서 사용되며, 크기가 작다.

## 실린더 배치방식에 따른 분류
- V형 엔진
- 성형 엔진
- 수평대향엔진
- 직렬 기관

## 같이 보기
- 디젤 엔진
- 전기차량
- 화석연료
- 휘발유 직접 분사
- 가스 터빈
- 열펌프
- 하이브리드 차량
- 제트 엔진
- 왕복 기관
- 터보차저

## 참조
1. ↑  “기술의 역사: 내연 기관”. 《브리태니커 백과사전》. Britannica.com. 2012년 3월 20일에 확인함.
2. ↑  Pulkrabek, Willard W. (1997년). 《Engineering Fundamentals of the Internal Combustion Engine》. Prentice Hall. 2쪽. ISBN 9780135708545.

- Nunney, Malcom J. (2007년). 《Light and Heavy Vehicle Technology》 4판. Elsevier Butterworth-Heinmann. ISBN 978-0-7506-8037-0.